# Club Bàsquet Salou
El Club Bàsquet Salou,  también conocido como Oca Global CB Salou por motivos de patrocinio, es un club de baloncesto de la provincia de Tarragona, con sede en la localidad de Salou, con equipos de cantera y que juega en Segunda FEB, tercera categoría de baloncesto nacional, durante la temporada 2024-25.

## Historia
Es un club fundado en 1985.

### Liga EBA
En la temporada 2018-19, el club tarraconense se inscribe en la Liga EBA, en el que permanece durante 4 temporadas. En julio de 2022, llega a un acuerdo con el FC Barcelona B para permutar su plaza y lograr así jugar en Liga LEB Plata la temporada siguiente.

### Liga LEB Plata
En la temporada 2022-23, el Club Bàsquet Salou, debuta en Liga LEB Plata. Termina en el 13.º puesto, en posiciones de descenso, pero intercambia su plaza con el CB Cornellà y mantiene la categoría.
En la temporada 2023-24, tras terminar cuarto en su grupo, se clasifica para los play-offs de ascenso, cayendo en octavos de final frente al Ciudad de Huelva.

## Instalaciones
El CB Salou juega en el Pabellón Centre Salou, situado en la Calle Milá, n°3 43840 Salou (Tarragona).

## Denominaciones
- CB Salou (2008-2015)
- Caffe du Mare - CB Salou (2015-2016)
- Verma Alquiler de Maquinaria - CB Salou (2016-2017)
- CB Salou (2017-2019)
- 70&80 American Dinner CB Salou (2019-2020)
- Brisasol CB Salou (2020-2023)
- Oca Global CB Salou (2023-)

## Temporadas
| Temporada | Nivel | División         | Pos. | Postemporada               | TR    | PO       | Copa        | Copa |
| --------- | ----- | ---------------- | ---- | -------------------------- | ----- | -------- | ----------- | ---- |
| 2008-09   | 7     | CC 1.ª Categoría | 14.º | Descenso                   | 8-20  | –        | –           | –    |
| 2009-10   | 7     | CC 2.ª Categoría | 3.º  | Ascenso                    | 21-9  | –        | –           | –    |
| 2010-11   | 6     | CC 1.ª Categoría | 14.º | Descenso                   | 7-23  | –        | –           | –    |
| 2011-12   | 7     | CC 2.ª Categoría | 9.º  | –                          | 15-15 | –        | –           | –    |
| 2012-13   | 7     | CC 2.ª Categoría | 4.º  | –                          | 18-12 | –        | –           | –    |
| 2013-14   | 7     | CC 2.ª Categoría | 8.º  | –                          | 16-14 | –        | –           | –    |
| 2014-15   | 7     | CC 2.ª Categoría | 1.º  | Fase final (3.º)/ Ascenso  | 21-9  | 1-1      | –           | –    |
| 2015-16   | 6     | CC 1.ª Categoría | 2.º  | Fase final (6.º)/ Ascenso  | 22-8  | 0-3      | –           | –    |
| 2016-17   | 5     | Copa Catalunya   | 3.º  | Fase final (6.º)           | 20-6  | 0-2      | –           | –    |
| 2017-18   | 5     | Copa Catalunya   | 2.º  | Fase final (2.º)/ Ascenso  | 21-5  | 2-2      | –           | –    |
| 2018-19   | 4     | Liga EBA         | 7.º  | –                          | 13-13 | –        | –           | –    |
| 2019-20   | 4     | Liga EBA         | 8.º  | –                          | 11-10 | –        | –           | –    |
| 2020-21   | 4     | Liga EBA         | 2.º  | PO Grupo C (8.º)           | 8-4   | 0-1      | –           | –    |
| 2021-22   | 4     | Liga EBA         | 2.º  | Fase final (14.º)/ Ascenso | 17-5  | (1-0)1-2 | –           | –    |
| 2022-23   | 3     | LEB Plata        | 13.º | Descenso                   | 7-19  | –        | –           | –    |
| 2023-24   | 3     | LEB Plata        | 4.º  | Octavos final (10.º)       | 14-12 | 1-1      | –           | –    |
| 2024-25   | 3     | Segunda FEB      | 8.º  | Octavos final (16.º)       | 12-14 | 0-2      | Copa España | FG   |

## Entrenadores
- 2018-Actualidad  Jesús Muñiz